# ウィリーのチョコレート体験
ウィリーのチョコレート体験（ウィリーのチョコレートたいけん、英語: Willy's Chocolate Experience）とは2024年2月にグラスゴーで開かれた、ロアルド・ダールによる児童小説『チョコレート工場の秘密』をテーマとした無認可のイベントである。このイベントは家族向けの没入型体験イベントとして宣伝され、夢の国をイメージしたAI生成の絵をホームページに載せていた。しかしこのイベントが装飾がほとんど施されていない倉庫で行われていたことが発覚すると来場者からのクレームが多発し、警察が出動する騒ぎとなった。この事態はインターネット上で話題を呼び、世界中の注目を集めることとなった。
このイベントの騒動は2008年のラップランド・ニュー・フォレスト騒動や2014年に行われたTumblrのファンコンベンションのダッシュコン、そして2017年にビリー・マクファーランドが主催したファイア・フェスティバルと比較された。

## 背景
このイベントは2024年2月24日から25日にかけて行われると発表されていた。宣伝資料には「ロアルド・ダールの不朽の名作にインスパイアされた複雑かつ見事に作り上げられた設定」や「様々な美味しいお菓子が体験内に散りばめられている」という謳い文句が記載されていた。また公式サイトや広告にはAIで生成された絵が多用され、その中には誤字がそのままになっていたものもあった。入場料は最高で35ポンド（日本円で6600円）に設定されていた。イベントの開催が予告されていた2月上旬の時点でFacebookに掲載されていたインターネット広告を見たRedditのあるユーザーはこのイベントのことを詐欺だと疑い、AI生成の絵だけを見てチケットを購入した人がいることに驚いた旨の投稿をしていた。
このイベントはビリー・コウルという人物に登録されているHouse of Illuminatiという名の企業により主催され、「他に類を見ない没入体験」を提供すると謳っていた。ローリング・ストーン誌は企業の公式ホームページやイベントの説明文はChatGPTなどのAIチャットボットにより書き上げられた可能性が高いと結論付けた。コウルは他にも複数の企業を登録し、「Empowerity」という現存しないブランドのコンサルタントを自称していた。2021年には現存しないグラスゴーのフードバンクの発起人の一人となった他、2023年の夏にはワクチン陰謀論に関するものなど17冊のAIで生成した本を自費出版した。
「ウィリー・マクダフ」（ウィリー・ウォンカをベースとしたキャラクター）役には3人の俳優が起用された。この内の一人であったポール・コネルはセリフを覚えるのにわずか一日しか与えられなかったと証言している。マクダフ役に起用された別の俳優には18歳のマイケル・アーチボルドがいたが、彼の人生初の演技の仕事であり、彼はイベントが開かれる前日の金曜18時に台本を渡されたという。
ウンパルンパ役（容姿は映画『夢のチョコレート工場』をベースとし、本イベントの際は「ウォンキドゥードル」と呼ばれた）を演じた俳優のうちの一人であったキルスティー・パターソンはこのイベントの求人はIndeed.comに2日間の仕事で500ポンドで求人広告が出されていたと話している。イベントの前日には出演俳優がゲネプロを飾りつけがほとんどなされていなかった現地で行ったが、彼らには別の人が徹夜でセットを仕上げると言われていたが、イベント当日に来てみると前日と同じ状態のままだったという。パターソンはイベント開場一時間前に衣装を渡されたが「我々は当日朝に届いたAmazonの箱を手渡しされただけだった」と説明している。

## 台本
このイベントの台本は『Wonkidoodles at McDuff's Chocolate Factory: A Script（ウォンキドゥードルとマクダフのチョコレート工場）』と題され、マクダフが来場者を「魔法ガーデン」や「黄昏のトンネル」を案内する構成となっている。そこから一行はマクダフのイマジネーションラボから魔法の「アンチグラフィティ・キャンディー」なるものを盗もうと画策する「壁の中に棲み着く悪のチョコレート製造者」という設定のアンノウンというキャラクターと対立する。このキャンディーは「強大なスイーツで、何もせずともどんな部屋をも輝かせることが出来る」という設定だった。マクダフはこのアンノウンに対し、キャンディーの威力をより強大なものにして「ロボット掃除機に優しく掃除され、ユーモラスに対決を終わらせる」という展開で倒した。
この台本は来場者用のト書きもなぜか用意され、彼らのリアクションについても言及されていた。
コネルはこの台本を「15ページものAIで生成されたデタラメ」と評し、掃除機のプロットポイントを『ルイージマンション』みたいであったとも説明した。イベント後に取材を受けたコウルは台本は自分が書いたものだと主張し、AIを「綴りや文法、物語の矛盾の有無の確認」にしか使っていないと主張した。

## 開催の様子
イベントはグラスゴーの工業地帯にあるホワイトインチ地区にあるBox Hub Warehouseというイベントスペースで行われた。来場者は開場を「放棄された倉庫に毛の生えたようなもの」と評し、会場内には小さなバウンシーキャッスルやAIで生成された背景絵が壁数カ所に貼られていた以外には小道具数点が打ちっぱなしのコンクリートの地面に置かれていた程度しか置かれていなかった。会場の窓は汚く、空調設備は来場者から見えた状態のままだった。パターソンは会場を見た時点で契約にサインしてしまったことと、「子供たちをがっかりさせたくない」ことからこのまま仕事を引き受けたと話している。
アンノウンはフェリシア・ドーキンスという名の16歳の女優が演じ、彼女は銀色のマスクと黒のクロークを着用していた。来場していた児童は大きな四角い鏡の裏から出現するアンノウンを怖がった。台本上ではアンノウンは掃除機に倒されることになっていたのだが、そういった小道具は用意されず、演者は代わりの方法を間に合わせる他なかった。
マクダフに対し、彼を含むキャストやスタッフには子供たちにそれぞれ「ゼリービーンズ2個とレモネード1/4杯」を与えるように指示されていたが、ゼリービーンズは程なくして全てなくなった。パターソンともう一人の「ウォンキドゥードル」役を演じたジェニー・フォガティーは45分に及ぶパフォーマンスの最初の3回分をこなした後、キャストは台本を放棄し来場者に会場を歩かせるよう指示された。パターソン曰くこの行為は2分程しかかからなかったと言う。また当初は悪役として登場していたアンノウンも最終的にはただ理由もなく子供を怖がらせに行っていた。マクダフの俳優の一人は即興で子供たちに変な顔をさせてアンノウンを立ち去らせることを思いついたが、当のドーキンスは大抵の場合ぎこちなく自分の隅に戻っていっていたとしている。
コネルは45分ごとに15分の休憩を与えられると言われていたが、いざ本番を迎えると彼は休憩を取ることなく3時間半もの間マクダフを演じ続けた。その後昼休憩を終えコネルが戻った時には、コウルに対して返金を要求する客の集団と、どうするか分からずに戸惑っている他のキャストに出くわした。その後初日の半ばで開催中止が決定し、出演者は近くのパブへ向かった。その後会場に戻ったコネルは後のインタビューで身の危険を感じる程の空気感に包まれていたことと、警察車両4台が駐車していたことを語っている。

## 客の反応
当イベントは来場者の多くから非難を浴び、その多くから返金の要求があった。この内子供と一緒に車で2時間かけてやってきたある来場者は「完全な詐欺だ」と評している。他にもイベントが中止になったことを知らずに後から来た人たちは無駄になった交通費の賠償請求を要求した。イベントの中止後コウルは延べ850人の返金に応じる意向を示した。この意向は公式のFacebookにも投稿され、寄せられたコメントの中には金が戻ってきたと言うものもあった。パターソンとフォガティーはその後約束された賃金500ポンドの半分しかもらえていないことを明かしている。
House of Illuminatiに会場を提供したBox Hubは謝罪の声明文を発表し、来場者に新しく別の会場を無料で提供するという発表を行った。またBox HubはHouse of Illuminatiの代わりに謝罪を行い、同時に「彼らはがっかりさせた家族や子供を全く意に介していないかコメントを出せないくらい恥ずかしいのか」と発表した。その後House of Illuminatiは今後イベントを主催しないことを明言している。
騒動の後、コウルは自身のLinkedInのプロフィールやYouTubeチャンネル、個人ウェブサイトを削除している。イベントの数日後、コネルはコウルがグラスゴーで最も嫌われている人のように感じるとコメントした。その後サンデー・タイムズの取材の中でコウルはイベントについて謝罪し、責任を取ることを明言した。

## 募金活動
WIREDの取材に対し、コネルは自身や他の役者は参加した子供たちの為に親と協力して無料のショーを行うことを考えていると発言している。
このイベントにて使用された小道具の一部はチャリティーオークションに出品された。イベント会場は手書きのイベント中止のサインをオークションに出品し、売上金850ポンドを地元の小児病院に寄付した他、グラスゴーにあるレコード店は店の知り合いがゴミ箱から回収したとされる使用された背景絵を出品、2250ポンドで落札された。利益はメディカル・エイド・フォー・パレスティニアンズへ寄付される。

## 大衆文化
ウォンキドゥードル役の一人であるパターソンがJellybean Room（実際は化学の道具が並べられただけのテーブル）にて一人意気消沈としている様子を捉えた写真は、このイベントを象徴するものとなった。この写真はミームとなり、「麻薬工場のようだ」という声の他、1882年にエドゥアール・マネが描いた『フォリー・ベルジェールのバー』という「職場で疎外感を感じている女」を描いた絵画と比較する動きもあった。また、アンノウンもミームとなり、X上では次のハロウィンのコスプレをこれにしようという意見もあった。
女優のカレン・ギランはXにてこのイベントもしくはそれを題材にした映画にキャストとして出演したいとツイートしている。
3月6日にイギリス労働党党首のキア・スターマーは議会でジェレミー・ハント財務大臣の児童福祉に関する公約について「『ウィリーのチョコレート体験』からマーケティングレッスンを受けたようだ」と皮肉を込め反応した。またペニー・モーダント庶民院議員は「高コストかつ低いリターンな上警察が呼ばれた」ことから「このイベントはスコットランド国民党が立ち上げたのか」と発言した。
このイベントの評判を受け、ロンドン・ダンジョンはドーキンスを起用した。ロンドン・ダンジョンの広報は彼女のことを「人を怖がらせることに才能があることは明らかだ」と説明した。
3月6日にチャンネル5がこのイベントを特集したドキュメンタリー番組を製作することを発表し、10日後の16日にWonka: The Scandal that Rocked Britainと題され放映された。この番組はコウルやキャストのインタビューも含まれていた。この番組はガーディアン紙から5つ星中2つの評価を得た。ガーディアンの批評家はこの番組を「ジョークを過剰に説明されている感覚」で「一番大きな収穫はコウルとのインタビューだけだった」という感想を述べた。